# Jouy-sur-Eure

Jouy-sur-Eure este o comună în departamentul Eure, Franța. În 1 ianuarie 2022 avea o populație de 558 de locuitori.